# Lee Changsub
Đây là một tên người Triều Tiên, họ là Lee.
Lee Chang-sub, hay còn được viết là Lee Chang-seob (Hangul: 이창섭 (Hanja: 
李昌燮, Hán-Việt: Lý Xương Tiếp, sinh ngày 26 tháng 2 năm 1991), là một ca sĩ người Hàn Quốc, thành viên của nhóm nhạc nam Hàn Quốc BTOB.

## Tiểu sử
Lee Changsub được sinh ra tại Suwon., Gyeonggi-do, Hàn Quốc. Anh ấy từng học ngành Âm nhạc Thực tế tại trường đại học Howon với người bạn cùng nhóm Hyunsik.

## Sự nghiệp
Changsub đã ra mắt như một người hát dẫn của BTOB vào ngày  21 tháng 3 năm 2012. Anh ấy cũng đã tham gia viết lời cho một số bài hát của BTOB gồm "Last day", "Killing Me" và "Melody".
Anh trở thành một thí sinh trong King of Masked Singer  với vai "Mr. Wifi" vào năm 2015. Anh ấy bị loại ở vòng thứ 2.

## Sản phẩm âm nhạc
| Năm  | Tựa đề                                                  | Album                                |
| ---- | ------------------------------------------------------- | ------------------------------------ |
| 2012 | "Be Alright" (với cùng với Yoseob, G. NA, Gayoon)       | Nhạc phim Hope                       |
| 2012 | "Bye Bye Love" (cùng với Yoseob, Dongwoon, Jung Il-hun) | Nhạc phim "When a Man Falls in Love" |
| 2015 | You Inside My Memories                                  | King of Masked Singer                |

|2017
|Missing You

## Truyền hình
| Năm      | Tựa đề                                       | Kênh | Ghi chú                                                              |
| -------- | -------------------------------------------- | ---- | -------------------------------------------------------------------- |
| Năm 2011 | K-Pop Star Hunt Season 1                     | tvN  | Trước khi ra mắt. Xuất hiện trong tập 6-7 như bạn cùng nhóm với Sorn |
| 2015     | King of Masked Singer                        | MBC  | Mr. Wifi                                                             |
| 2015     | Chúng ta đã kết hôn                          | MBC  | Khách mời trường quay cho Lễ Tạ ơn đặc biệt                          |
| Năm 2016 | Idol and Family National Singing Competition | KBS  | Thí sinh cùng với Seo Eunkwang và anh trai.                          |

## Liên quan
1. 1 2  "비투비(BTOB), "'본 투 비트' 세계를 압도하는 그룹 될것"" (bằng tiếng Triều Tiên). ngày 21 tháng 3 năm 2012.{{Chú thích web}}:  Quản lý CS1: ngôn ngữ không rõ (liên kết)
2. ↑  "BTOB Impresses With Their Academic Talent". Bản gốc lưu trữ ngày 7 tháng 8 năm 2016. Truy cập ngày 13 tháng 7 năm 2016.
3. ↑  Oh, Mi-jung; Ju, Ahn lee (ngày 22 tháng 3 năm 2012). "BTOB Targets Global Audience With Debut Showcase". Bản gốc lưu trữ ngày 26 tháng 2 năm 2014. Truy cập ngày 13 tháng 7 năm 2016.
4. ↑  "BTOB Remember That (Killing Me)". melon. Truy cập ngày 20 tháng 4 năm 2016.
5. ↑  "BTOB I Mean (Last Day)". melon. Truy cập ngày 20 tháng 4 năm 2016.
6. ↑  "BTOB Beep beep (Melody)". melon. Truy cập ngày 20 tháng 4 năm 2016.
7. ↑  "`복면가왕` 와이파이 이창섭, "탈환하려 했는데..."". ngày 11 tháng 10 năm 2015. Truy cập ngày 20 tháng 4 năm 2016.
8. ↑  "BTOB's Eunkwang's Brother Joins Eunkwang and Changsub for a Beautiful Ballad Performance". Bản gốc lưu trữ ngày 17 tháng 6 năm 2018. Truy cập ngày 13 tháng 7 năm 2016.